# Castelcovati
Castelcovati (lombardul: Castelcuàt) település Olaszországban, Lombardia régióban, Brescia megyében. Lakosainak száma 6864 fő (2023. január 1.). Castelcovati Castrezzato, Chiari és Comezzano-Cizzago községekkel határos.

## Népesség
A település lakossága az elmúlt években az alábbi módon változott:
| Lakosok száma | 6599 | 6493 | 6864 |
|               | 2017 | 2018 | 2023 |